# Muhàmmad Khudayar Khan
Muhàmmad Khudayar Khan   (Talas, c. 1835 - Herat, 1886) fou kan de Kokand tres vegades (1845-1858, 1862-1863 i 1865-1875). Era fill de Murad Beg Khan. A les seves monedes es dona el nom de Sàyyid Khudayar Khan o Sayyid Muhàmmad Khudayar.

## Primer regnat
Era el gendre de l'home fort del kanat, Mussulman Kuli, i va romandre sota estricta vigilància del seu sogre que li assignava pocs diners. Tenia només setze anys quan pujar al tron i era confiat de manera que no s'adonava dels abusos dels uzbeks kiptxaks.
Per protegir les seves caravanes i els kazakhs sotmesos als russos, aquests van enviar el 1846 al capità STxulz per inspeccionar la desembocadura del Sirdarià i establir allí un fort. El 1847 van fundar el fort de Raimsk que després va ser anomenat Àralsk. Els primers que van mostrar hostilitat foren els corasmis, però el 1850 els kokandis van atacar als kazakhs súbdits russos i es van emportar en una ràtzia uns 26.000 caps de bestiar i en una altra uns 30.000 caps. El 1851 se'n van emportar 75.000 després del qual el comandant del fort de Raimsk o Àralsk va passar a l'atac i va conquerir Koix Kurgan.
Els governadors de Marghilan, Ura Tepe i Khodjend van conspirar amb Nur Muhàmmad, que tenia l'autoritat a Taixkent, en contra de Mussulman Kul, que tenia el càrrec de mingbaixi i exercia de fet tot el poder; els conspiradors van oferir a Nur Muhàmmad el càrrec de mingbaixi i aquest va marxar per entrevistar-se amb Utenbi, el beg de Marghilan: Mussulman Kul va tenir notícies del complot i es va plantar entre ambdós, tallant les seves comunicacions; Nur Muhàmmad es va retirar a Taixkent mentre Utenbi va al·legar que anava a ajudar a Mussulman, però no fou cregut i fou deposat (1851).
El 1852 el conflicte entre Mussulman Kul i Nur Muhàmmad es va agreujar; aquest darrer havia pagat una important quantitat al tresor i no havia obtingut el corresponent rebut, i l'home que va fer el cobrament es va apropiar de part dels diners que va repartir entre els seus amics, i es va sospitar que una bona part fou pel mateix Nur Muhàmmad. Mussulman Kul va convocar consell i va demanar comptes al tresorer de les quantitats a pagar per Taixkent; els oficials implicats van perdre els nervis i van alçar les seves espases contra Kul, que en va sortir il·lès i va informar el kan. Mentre els defraudadors van fugir a Taixkent com també ho va fer el beg de Khodjend. Mussulman Kul, en nom del kan, va convidar Nur Muhàmmad a entregar als fugitius i anar en persona a Kokand, però va refusar fer-ho.
L'exèrcit de Kokand, de 40.000 homes, amb 8 canons, va marxar a assetjar Taixkent. La deserció del beg de Marghilan amb 600 homes i unes pluges torrencials van impedir l'èxit i el setge fou aixecat i el prestigi de Kul es va ressentir, augmentant els seus enemics. Sembla que el kan, en secret, donava suport a aquests enemics, ja que estava cansat de la vigilància del seu sogre. El juny de 1852 Kul va optar per marxar altre cop contra Taixkent, ara amb 30.000 homes, però aquesta campanya li havia de ser fatal; Taixkent estava preparada per la defensa i les fortaleses de la rodalia li donaven complet suport. Com que no era possible conquerir la ciutat per assalt, va enviar un destacament a Turquestan mentre ell mateix es dirigia a la fortalesa de Nizabek, a les fonts del riu Txirtxik, que abastia d'aigua a la ciutat, i va tallar el subministrament. Després es va dirigir al nord i va conquerir Tximkent. Mentre els assetjats de Taixkent van fer una sortida i van atacar a la guarnició que Kul havia deixat a Nizabek i van recuperar l'aigua. Kul va marxar a l'encontre de l'exèrcit enemic i el va atrapar; però llavors Khudayar Khan, que anava amb Kul, va fugir amb els seus homes cap a l'enemic, desconcertant a les forces de Kul que van fugir i molts foren morts, i un miler es van ofegar al Txirtxik. Kul es va refugiar al territori dels qara quirguisos, el poble de la seva mare i els seus partidaris van ser castigats durament.
Els conspiradors, que eren també quiptxaqs, van assolir ara el control i el kan va canviar un amo per un altre; els sarts tampoc no van quedar satisfets. Només dos mesos va tardar a esclatar una nova conspiració. Utenbi i altres caps propers a aquest foren assassinats i els seus llocs confiats a Sarts. Nur Muhàmmad fou substituït a Taixkent pel germanastre del kan, Muhàmmad Malla Beg i es van distribuir ordes per una matança general de quiptxaqs a tot el kanat des d'Ak Musjid (després Port Perovski) a les muntanyes separant Kokand de Kaixgar, i l'orde es va complir, sent morts arreu, als carrers, als mercats i a les estepes; es diu que van morir uns vint mil homes. Khudayar era quiptxaq per la seva mare i aquesta carnisseria mai fou oblidada ni perdonada. Safurbi, que havia estat el comandant en cap, fou bastonejat i se li van trencar braços i cames, i el cap fou posat sota pesos de plom fins que els ulls li van sortir de les orbites; el seu cost fou cobert de goma i sobre se li va tirar oli bullent i finalment fou tallat a trossos.
Durant el 1852 dos vapors fluvials construïts a Suècia, foren enviats al fort rus d'Àralsk per peces i una vegada allí foren muntats; durant l'estiu d'aquell any el coronel Blaramberg fou enviat a remuntar el riu per terra, amb objecte d'inspeccionar el territori fins a Ak Musjid i aconseguir la supressió d'aquesta fortalesa. Portava 400 o 500 homes i 2 artillers. Quan es van acostar a Ak Musjid els habitants van inundar les terres, però els russos van poder creuar en raigs i almàdies o per algun gual ja existent. Dos enviats, un col·lector de taxes i un mercader bukharià, van anar al campament per preguntar el motiu de l'expedició; Blaramberg va al·legar que els russos marxaven pel costat rus del riu on no estaven permesos fortins kokandians i així fou reconegut. Poc després els russos van reaparèixer a Ak Musjid demanant el desmantellament que fou refusat; el comandant rus va demanar una treva de quatre dies (que tenia per objecte rebre reforços), ja que no podien assaltar la fortalesa perquè no portaven escales; però la lluita va esclatar i els russos van llençar algunes granades que foren contestades per mosquets i pels canons; aquests foren silenciats i les portes de fustes damnades i la fortalesa exterior assaltada, però la ciutadella amb les seves muralles molt altes i de rajola, es va mostrar inexpugnable. Els russos van cremar tot el que van trobar a l'exterior i es va retirar, perdent 15 homes i amb 75 ferits. La retirada es va fer amb gran dificultat, però van poder destruir els forts de Kumuix Kurgan, Txin Kurgan i Koix Kurgan.
Al començament del 1853 Mussulman Kul fou capturat i portat a Kokand per ser castigar. Va ser lligat amb cadenes a una cadira en una plataforma de fusta amb una gorra al cap; se'l va tenir així tres dies durant els quals sis-cents quiptxaqs foren mort davant els seus ulls i finalment fou penjat. Ara era el torn de governar dels sarts dirigits per Kasim i Mirza Ahmad. Muhàmmad Malla Beg, barallat amb el seu germà, fou destituït del seu govern a Taixkent, fou derrotat i va haver de fugir a Bukharà i Mirza Ahmad va ocupar el seu lloc.
El 1853 una força russa important de 2.138 homes, 2.442 cavalls, 2.038 camells i 2.280 bous de càrrega amb 12 canons i pontons mòbils, van avançar des del fort d'Àralsk. Per preservar l'herba pels ramats els kazakhs havien rebut orde de no acampar a l'estiu entre la frontera i Fort Àralsk; l'expedició anava assistida al riu pel vapor Perovski. La ruta tenia aigua dolenta, calor i diversos obstacles, però els russos van arribar a Kara Uziak i d'allí a Ak Musjki el 2 de juliol de 1853. El fort havia estat reforçat i la muralla exterior havia estat demolida i la rasa ampliada sent ara d'uns 3 metres d'ample i de 18 metres de fons. Les muralles eren de 7 metres d'altura protegides per merlets i un ants
 i un ampit construït amb terra fonamentada amb argila; la guarnició era de 300 homes amb provisions per un mes, i disposava de 3 canons darrere de míssils que es podien tirar assaltants amb la mà. La fortalesa fou assetjada i va començar el seu bombardeig; es va enviar un missatge al comandant per testimoniar la determinació dels russos d'ocupar el fort; el comandant va demanar quinze dies de treva i si no continuaria resistint fins a acabar l'estoc de bales i bombes. El setge va durar tres setmanes. Llavors una expedició fou enviada a reconèixer el territori en direcció a Taixkent; els defensors del fort de Julek el van abandonar en acostar-se els russos i fou desmantellat i els edificis destruïts, tornant els russos a Ak Musjid amb 20 canons del tipus falconet i el dipòsit de pólvora. Una mina es va preparar a Ak Musjid mercès a la qual es va poder obrir bretxa; per dues vegades l'assalt fou rebutjat, però a la tercera va tenir èxit; el governador Muhammed Wali, amb 230 homes, van morir a la lluita; es van capturar dos estendards, dues llances de bandera, dos canons de coure, diversos falconets, seixanta-sis peces d'artilleria moltes trencades o fora d'ús, 150 sabres i dues cotes de malla. Una fortalesa russa fou construïda al naixement del Kazala, anomenat Fort Numero Un; un altre es va construir a KarmakTxi i fou anomenat Fort Numero Dos, i un altre a Kumix Kurgan anomenat Fort Numero Tres. Ak Musjid fou rebatejat Fort Perovski.
Els kokandis no van restar tranquils després de la derrota i a la tardor del 1853 van enviar set mil homes des de Taixkent, manats per Sabdan Khoja, en contra de Fort Perovski. Els russos van enviar contra aquesta força un destacament de 275 homes i dos peces de camps; els uzbeks van atacar immediatament i van assaltar la posició del destacament durant tot el dia, però sense èxit i patint moltes baixes; van acampar a la nit al voltant del campament rus i a l'albada havien marxat; 92 camells es van emportar als seus ferits, i darrere van quedar 193 morts. En iniciar-se l'hivern altre cop van atacar Fort Perovski (14 de desembre) amb uns 12.000 o 13.000 homes i 17 canons; els russos van fer una vigorosa sortida i van sorprendre el campament kokandi que van incendiar; va seguir una lluita terrible on la superioritat tecnològica dels russos, amb precises armes de foc, contra el vell armament dels uzbeks, quasi tots sabres i llances, va assegurar la victòria als europeus; dos mil uzbeks van quedar al camp i en canvi els russos només van tenir 18 morts i 49 ferits; quatre estendards, set banderes, i 17 canons i 130 bombes de pólvora foren capturats 
La primavera del 1854 els kokandis van preparar una expedició més important; un fonedor de canons fou enviat a Turkestan i a fi i efecte que tingués materials, tots els metalls que es van trobar foren confiscats pel beg de Taixkent; un llarg cos d'homes es va aixecar amb rapidesa. A fi i efecte de resistir el comandant rus Perovski, que donava nom al fort Perovski, va reforçar la fortalesa, i va abandonar el Fort Numero Dos que no era prou fort per aguantar. L'avanç kokandi no obstant es va retardar per l'actitud desafiadora de Bukharà. No obstant es va incitar als kazakhs a fer ràtzies contínues i es va intentar pactar una política comuna amb el kanat de Khivà en contra de Rússia. Els desordes interns van impedir posteriorment actuar al kan contra els russos. Khudayar Khan va iniciar una lluita contra els kazakhs que vivien entre Tximkent i Avlie Ala, fins que finalment va arribar a un acord amb ells i va accedir a les seves peticions (1857).
En aquest temps Muhàmmad Malla Khan va poder tornar del seu exili i va fixar residència a Kokand on va formar un partit separat del dels quiptxaqs i que tenia el suport dels qara quirguisos i d'un notable uzbek anomenat Alim Kul. El 1858 aquestos es van revoltar amb el suport del qara kirguís i van proclamar a Muhàmmad Malla com a kan dirigint-se contra Kokand. La batalla decisiva es va lliurar a Samantxi i Khudayar fou derrotat havent de fugir cap a Bukharà. Muhàmmad Malla Khan va entrar a Kokand.

## Segon regnat
Khudayar Khan va ser ben rebut a Bukharà, donat que l'emir Narullah esperava recuperar Kokand a través d'ell. Li va concedir una residència i li va permetre residir a Samarcanda, però posteriorment l'actitud va esdevenir més desconfiada i fou enviat a residir a Jizakh, aparentment en una cabana de fusta fora la ciutat, on va restar en aïllament de manera que ningú el va poder veure excepte els seus dos assistents. No se li facilitava diners i els seus assistents van haver de recollir canyes i arrels que podien ser utilitzats com combustible i disfressats ho venien als mercats i amb els diners compraven provisions; després Khudayar va poder aconseguir alguns diners de la seva mare i amb un nom fals va poder comprar dos o tres camells per dedicar-se al comerç.
Vers el 1861 una important revolta es va produir a Taixkent on Xadiman Khoja, juntament amb Khanayat ixah, beg de Turkestan, van cridar Muhàmmad Khudayar Khan que era a Jizakh, i aquest va anar amb els seus seguidors i va prendre possessió de Taixkent. Murad Khan amb el grup de conspiradors que encara li donaven suport, van marxar amb l'exèrcit cap a Kokand i van assetjar la ciutat durant 31 dies, però al final es van haver de retirar; abans del retorn a Kokand, Alim Khan, venint d'Andijan, va entrar a la capital on alguns dels conspiradors que havien posat a Murad Khan al tron i s'havien penedit, l'havien cridat. Alim Kul va arrestar a quatre dels conspiradors i els va fer executar i l'endemà va fer matar un cinquè de nom Alim Biy, i es va proclamar regent.
L'exèrcit que tornava, fou empaitat per Khudayar, que es va apoderar de Khodjend i finalment va entrar a Kokand. Alim Kul es va retirar a Marghilan i d'allí a les muntanyes. Murad Khan va caure en mans de Khudayar i fou executat. El kanat estava dividit en dos grans partits, els sarts, que donaven suport al kan Khudayar que tenia també el suport dels ciutadans de Kokand, i el d'Alim Kul, autoproclamat regent, que tenia el suport dels uzbeks i karakalpaks. Una lluita es va iniciar entre els dos bàndols que no sols lluitaven els exèrcits sinó també els individuals de cada partit en una guerra civil que partia l'estat en dos. Tres pretendents es van aixecar amb suport de grups uzbeks: ixah Rukh, Sadik Beg i Haji Beg. Alim Kul va haver de derrotar els tres i executar-los a Uix, però va haver de gastar energies en això. Alim Khan va aixecar el seu propi candidat, Sàyyid Muhàmmad Sultan Khan. Va començar una campanya vigorosa i es va apoderar de Marghilan i Andijan, i per dues vegades va derrotar l'exèrcit de Khudayar (1862).
Aquest va enviar un ambaixador de nom Murad Beg a demanar ajut al kan de Bukharà, que ara era Muzàffar al-Din Bahadur Khan. Aquest darrer va marxar cap a Khokand al capdavant d’un fort exèrcit. Alim Kul era en aquest moment la persona més poderosa del kanat de Khokand; en acostar-se els bukharians es va retirar cap al congost de Kara Kulja on va quedar assetjar per un cert temps; molest per la manca d'èxit i la poca cooperació del seu protegit, l'emir va mostrar el seu descontentament amb Khudayar i va enviar al seu rival uns regals, incloent-hi un Alcorà, retirant-se seguidament a Bukharà. Alim Kili llavors va marxar a Kokand i la va ocupar. Khudayar va poder fugir i es va presentar a Bukharà poc temps després. Durant algun temps Alim Kul Khan va governar a Khokand 
Al mateix s'estava preparant un atac rus al kanat per dos punts (1863); una divisió va avançar des d'Avlie Ata o Talas al nord i una altra va marxar des de l'oest contra l'antiga ciutat de Turquestan (Yassy), però la situació de Polònia i el perill de guerra a Europa va retardar els plans un any.

## Tercer regnat
El 1864 els forts construïts pels kokandis a les muntanyes Kara Tau i Boroldai Tau, van caure un darrere l'altra en mans dels russos; els kokandis es van replegar i es van fer forts a Tximkent a la ruta entre Turkestan i Avlie Ata, amenaçant les dues posicions, el que els russos no podien tolerar i el general Txernaief, que tenia el comandament al baix Sirdarià, al saber que només hi havia 4000 homes a Tximkent, va avançar (setembre de 1864) des de dos punts; en pocs dies la fortalesa va quedar assetjada; la muralla exterior fou assaltada i la ciutadella sorpresa quan un grup de soldats va forçar el pas a través d'un conducte d'aigua. La guarnició amb els deu mil homes, quatre estendards, 23 canons, 8 morters i altres trofeus van caure en mans dels vencedors i amb la victòria la rata a Ak Musjid va quedar assegurada i una part important del kanat fou irremissiblement perduda.
El general Txernaief els va lliurar batalla el 9 de maig de 1865 prop de Taixkent en la que Alim Kul fou ferit, i va morir poc després. La ciutat de Taixkent fou assetjada pels russos i sota pressió dels botiguers es va rendir immediatament. Els russos van garantia l'autonomia de la ciutat i la llibertat de culte. Kokand volia cedir Taixkent a Bukharà, però abans de poder actuar el bukharians, a l'agost de 1865 el general Kristxanovski va convocar als notables i al clergat a una assemblea, els va oferir el pa i la sal, símbol d'hospitalitat, i els va declarar súbdits del tsar, amb el que Taixkent quedava annexionada a la corona russa i els districtes conquerits erigits en una nova província del govern del Turquestan. Aquest fet i l'anterior mort d'Alim Khan en lluita contra els russos, va decidir a l'emir de Bukharà, Muzàffar al-Din Bahadur Khan, que va acceptar la petició d'ajut de Khudayar; va abandonar la lluita contra Xar-i Sabz en la que estava ocupat i es va dirigir a Khokand i va ocupar aquesta ciutat i la de Khodjend i va posar altre cop al tron a Khudayar Khan al que va imposar el reconeixement de la sobirania bukhariana (1865).
El 1866 Bukharà i Rússia van entrar en guerra, i Khudayar, tot i que teòricament vassall de Bukharà, va fer arribar la seva alegria per les victòries russes, cosa que li va permetre conservar al kanat, el qual va esdevenir un protectorat on els russos podien comerciar lliurement. La policia fou dirigida per russos.
Sota patronatge del tsar, Khudayar va esdevenir massa ambiciós i arbitrari apoderant-se de les riqueses dels seus súbdits i imposant taxes massa altes; els sarts, els habitants de les ciutats, i els nòmades kazakhs, kirguís i uzbeks per primera vegada en molt de temps van començar a tenir interessos comuns. Entre les obligacions que s'havien imposat als súbdits hi havia la reparació de camins, construcció de cases pel kan, treballs a les seves terres, horts i jardins, neteja de canals; els homes eren agafats en qualsevol lloc per fer aquestes feines sense rebre cap pagament; quan la meitat d'un poble era agafat per treballar, l'altra meitat havia de pagar la taxa sencera per cap de tots els homes del poble; els que s'escapaven o refusaven eren fuetejats a vegades fins a la mort, o alguns eren cremats vius; encara que el treball forçat no era una cosa nova, no s'aplicava amb la mateixa crueltat i els treballadors rebien el menjar. La meitat de tots els productes que es recollien, havia de ser entregada al kan que els venia a preus fixats; els productes que entraven a la ciutat pagaven una taxa, i un altre si anaven al mercat. Les sangoneres, que abans es venien lliurement, ara tenien un preu que s'havia de pagar als oficials que vigilaven els tolls on eren; la venda de ramats també tenien un preu fixat segons l'animal; una altra taxa afectava els productes d'importació que a més de la taxa general del dos per cent del valor pagava un 5% al kan; la seda i el cotó exportats també pagaven una taxa. Les vendes al bazar estaven gravades fins i tot les de poc valor; les tropes del kan vigilaven les tendes de nit i per aquest servei també es pagava. Els lulis (gitanos) es guanyaven la vida des de temps immemorial divertint a la gent, dirigint mones, ossos i cabres pels carrers i les viles, però el kan va agafar el monopoli d'aquestes activitats i els va treure el seu mitjà de vida, imposant espectacles tres vegades a la setmana als mercats amb més animals i activitats que abans (ossos, llops, gossos, cabres i guineus) i cada botiga havia de pagar per aquest espectacle. El poble també havia de pagar el menjar dels bufons del kan; els imams de les mesquites estaven subjectes a la seva presa de possessió a un pagament al kan, així com altres religiosos; per les festes, casaments o altres actes, el kan enviava als seus músics i els afectats els havien de pagar; el sobirà rebia a més un regal de cada ciutadà en el festival de primavera anomenat Derviixkhana i el que no pagava era colpejat a pals i torturat. S'havia establert el dret d'expropiació i si el kan volia una propietat la podia comprar al seu preu original sense tenir en compte les millores. Per sortir del país es pagava una taxa al kan una al funcionari, i una a cada estació per on passava.
En aquest temps l” aftobatxa Abd al-Rahman Haji, fill de Mussulman Kul, i cunyat del kan, que havia estat a la Meca en el pelegrinatge i havia visitat Constantinoble per demanar l'ajut del sultà contra els russos, fou enviat al front de les tropes en contra dels quirguisos i els va convèncer d'enviar 40 delegats per exposar els seus greuges al kan i va avisar a aquest de retenir-los com a ostatges sense fer-los cap mal. Però el kan de manera indigna els va fer matar i el aftobado, confrontat a la ira dels quirguisos que el feien responsable, va haver d'abandonar el territori Kirguiz i retornar a Kokand. Els quirguisos es van aixecar en armes i es van apoderar d'Uzkend i Suk, un petit fort a les muntanyes on el kan amagava el seu tresor; en camp obert van fer pocs progressos i molts foren fets presoner i uns 500 executats a la plaça del mercat a Kokand; els quirguisos havien proclamat kan a Muzàffar, el fill de Madali Khan, al qual Khudayar va fer empalar viu (vers 1867). Durant la rebel·lió el kan va reclamar ajut als russos, però aquests no van fer cap moviment.
El descontentament creixia i el 1871 va esclatar una revolta que fou ràpidament aplanada. El 1873 la revolta va tornar a esclatar aquesta vegada de manera més seriosa; aquesta revolta fou causada quan el kan va tractar d'imposar una nova taxa als qara quirguisos de tres ovelles per família (abans una sola ovella) i un nou import per cultivar terres a les muntanyes; els qara quirguisos van refusar pagar, van apallissar al col·lector de la taxa i quan es van enviar tropes es van retirar als llocs inaccessibles de les muntanyes.
Com que molta gent estava a favor dels rebels, el kan va començar a sospitar de tothom i fins i tot del seu fill Khan Zada 
Nasruddin, Beg d'Andijan, que finalment va renunciar al càrrec i va marxar amb la seva família declarant que no volia tenir cap càrrec públic. Uix, Andijan, Suzak, Ust Kurgan i Baliktx no van tardar a caure en mans dels rebels i el beg de la darrera fou executat clavant-lo al terra per mitjà d'una estaca que li entrava per la boca. Molts dels soldats del kan van passar al camp rebel. L'aftobatxa, comandant de l'exèrcit, es va tancar al fort de Tura Kurgan i va refusar dirigir més operacions contra els rebels. Durant la tardor del 1873 i l'hivern del 1873 a 1874 hi va haver un període de calma i el kan va poder recuperar alguna de les seves ciutats, però a la primavera del 1874 la lluita es va reprendre. Es va planejar posar al tron a Muhàmmad Amin, segon fill de Khudayar, però la conspiració fou avortada, i l'oncle del príncep, Batir Khan Tura, el seu principal suport, fou cridat a palau amb 16 altres conspiradors i cap no va retornar mai més i se suposa que foren ofegats en un estany dins del palau; el jove príncep, que era un xerraire i per una indiscreció seva s'havia sabut el complot, fou posat sota vigilància; una altra víctima fou Mekhter Mollah Mir Kamil, per no haver-lo advertit, que fou acusat formalment de malversació i fou condemnat a cavalcar diverses vegades per un estret enreixat penjat sobre un rierol, però en va sortir en vida el que demostrava que era innocent; llavors fou enverinat per orde del kan.
Una altra conspiració es va formar a favor d'Abd al-Karim Beg, net de Fazil Beg (oncle de Khudayar) que només tenia 16 anys i vivia a Khodjend, però els russos el van acollir i el van mantenir en asil segur a Taixkent i al seu conseller principal a Tximkent. El kan cada vegada sospitava de més gent, fins i tot de la seva pròpia guàrdia personal. El 1874 es va acabar el nou palau del kan amb 114 habitacions, 7 patis i un gran harem. Durant força temps no va sortir de palau i tenia a la porta un esclau negre que li era totalment afecte, i vigilava l'entrada de qualsevol; aquest esclau es deia Nasim Toga i no permetia l'entrada a ningú, ni a les seves dones o fills, sense consultar-lo. El seu fill gran, altre cop sospitós, fou objecte d'un espionatge. Mentrestant, algunes altres revoltes foren dominades.
El 1875 el general Konstantin von Kaufman, contra tota llei d'hospitalitat i sense que se li demanés, va entregar a Abd al-Karim; la causa era que es volia conciliar al kan i obtenir el seu suport pel creuament de tropes russes pel seu territori per anar fins a Kaixgar. Aquest trencament de l'asil que els russos havien acordat a Abd al-Karim va afectar el prestigi de l'imperi.
L” aftobatxa o comandant, que preparava feia temps la revenja per la mort cruel del seu pare Mussulman Kul, va iniciar una revolta a la qual l'exèrcit es va unir en massa; també els fills i germans de Khudayar s'hi van incorporar. Amb considerables dificultats el kan va fugir amb el seu harem, els seus tresors (equivalents a un milió de lliures esterlines de l'època), els seus servidors (uns 650 incloent homes i dones) i els mercaders russos (amb les seves famílies) cap a Taixkent on fou ben rebut pels russos que desconeixen segurament les coses que havien passat darrerament i que tenien per política incentivar les discòrdies internes entre els seus veïns i després annexionar-los. Fou enviat a Orenburg on es va acordar que residiria. Va morir anys després.
El fill gran Zada Nasruddin Khan fou proclamat sobirà i fou acceptat pels russos.